# Borut Bilač
Borut Bilač, né le 14 avril 1965  à Postojna, est un athlète slovène, spécialiste du saut en longueur.
Il remporte aux Championnats d'Europe d'athlétisme 1990 la médaille de bronze sous les couleurs de la Yougoslavie.
En 1992, il se marie avec la sauteuse en hauteur Britta Vörös.
Aux Jeux olympiques d'été de 1992 à Barcelone où il représente la Slovénie désormais indépendante, il termine à la neuvième place.

## Palmarès

### Jeux olympiques d'été
- 1992 à Barcelone ( Espagne)
  - 9e au saut en longueur

### Championnats d'Europe d'athlétisme
- 1990 à Split (Yougoslavie)
  -  Médaille de bronze au saut en longueur